# Siergiej Żunienko
Siergiej Nikołajewicz Żunienko, ros. Сергей Николаевич Жуненко (ur. 13 maja 1970 w Karasuku, w obwodzie nowosybirskim, Rosyjska FSRR) – kazachski piłkarz, grający na pozycji obrońcy, a wcześniej pomocnika, reprezentant Kazachstanu, trener piłkarski. Posiada obywatelstwo rosyjskie.

## Kariera piłkarska

### Kariera klubowa
Karierę rozpoczął w 1987 roku w klubie Kajrat Ałma-Ata. Na początku 1992 został zaproszony do ukraińskiego zespołu Zoria-MAŁS Ługańsk, skąd latem przeszedł do Rotoru Wołgograd. W 1993 powrócił do Kajratu, ale nie rozegrał żadnego meczu i na początku 1994 ponownie wrócił do Rotoru Wołgograd. Podczas przerwy zimowej sezonu 1997/98 przeniósł się do Szachtara Donieck. Podczas jednego z meczów doznał kontuzji, po której nie potrafił przebić się do podstawowego składu Szachtara i latem 1999 został wypożyczony do Metałurha Donieck. Po wygaśnięciu kontraktu wyjechał do Rosji, gdzie bronił barw klubów Mietałłurg Lipieck, KAMAZ Nabierieżnyje Czełny i Swietotiechnika Sarańsk. Potem występował w amatorskiej drużynie Mietałłurg Wołżski, skąd w 2006 roku przeszedł do Tiekstilszczika Kamyszyn. W 2008 zakończył karierę piłkarską w zespole Fakieł-StrojArt Woroneż.

### Kariera reprezentacyjna
W 1996 występował w reprezentacji Kazachstanu.

## Kariera trenerska
W 2009 rozpoczął karierę trenerską w klubie FSA Woroneż. Najpierw pracował na stanowisku dyrektora klubu, a potem pełnił obowiązki głównego trenera. W 2011 roku powrócił do Kazachstanu, gdzie łączył funkcje trenerskie w Tarazie Dżambuł.

## Sukcesy i odznaczenia

### Sukcesy klubowe
- brązowy medalista Pierwszej ligi ZSRR: 1989
- wicemistrz Rosji: 1997
- brązowy medalista Mistrzostw Rosji: 1996
- finalista Pucharu Rosji: 1995
- wicemistrz Ukrainy: 1998, 1999